# فرانسيس آن ستيوارت
فرانسيس آن ستيوارت (بالإنجليزية: Frances Ann Stewart)‏ هي ناشطة اجتماعية أسترالية ونيوزيلندية، ولدت في 18 يونيو 1840، وتوفيت في 12 نوفمبر 1916.